# Iwan Kolew (Volleyballspieler)
Iwan Kolew (bulgarisch Иван Колев, englische Transkription: Ivan Kolev; * 2. Januar 1987 in Sofia) ist ein bulgarischer Volleyballspieler.

## Karriere
Kolew begann seine Karriere 2003 bei ZSKA Sofia. Mit dem Verein gewann er die bulgarische Meisterschaft und er spielte auch im CEV-Pokal. Der Außenangreifer nahm mit der Junioren-Nationalmannschaft an zwei Welt- und drei Europameisterschaften teil. 2009 ging er nach Italien und spielte jeweils ein halbes Jahr bei Yoga Forlì und Bassano Volley. 2011 wechselte er in die iranische Liga zu Heyat Maschhad. Wegen der kulturellen Unterschied fühlte er sich jedoch nicht wohl, so dass er 2011 einen Vertrag beim deutschen Bundesligisten RWE Volleys Bottrop unterschrieb. Bottrop geriet jedoch in finanzielle Schwierigkeiten, weshalb Kolew Anfang 2012 zu Panathinaikos Athen wechselte.